# Leek (Royaume-Uni)
Pour les articles homonymes, voir Leek.
Leek (prononcé en anglais : [ˈliːk]) est une ville britannique du comté cérémoniel et non métropolitain du Staffordshire. 

## Population
En 2011, sa population était de 20 768 habitants.

## Géographie
Leek est construit sur la pente et la couronne d'une colline située à quelques kilomètres au sud des Roaches ; un escarpement de grès qui s'élève abruptement à 505 m.
La majeure partie de la ville se trouve à une altitude supérieure à 180 mètres et est entourée par la campagne plus élevée des Staffordshire Moorlands, située sur les hautes terres méridionales des Pennines.
Leek se trouve au pied du parc national du Peak District et est souvent considérée comme la porte d'entrée du Peak District.

## Histoire
Leek (Lee, Leike, Leeke) faisait partie des grands domaines d'Ælfgar, comte de Mercie  tombé en déshérence au profit de Guillaume le Conquérant, qui le détenait à l'époque du Domesday Survey. Il passa aux comtes palatins de Chester et resta entre leurs mains jusqu'à ce que Ralph de Blundevill, comte de Chester, le donne à l'abbaye de Dieulacresse, qui continua à le détenir jusqu'à sa dissolution. Le même comte, dans une charte qu'il donna à la ville , l'appelle bourg et accorde à ses bourgmestres libres divers privilèges, dont l'exemption de péage dans tout le Cheshire. Ces privilèges furent confirmés par Richard, abbé de Dieulacresse, mais la ville ne reçut pas de charte royale et ne réussit pas à établir sa position de bourg. Le marché du mercredi, qui existe toujours, date d'une concession de John au comte de Chester : au XVIIe siècle, il était très important. Une foire, également accordée par Jean, commençant le troisième jour avant la Translation d'Édouard le Confesseur, se tient toujours. La fabrication de la soie, qui remonte à la fin du XVIIe siècle, aurait été favorisée par l'installation à Leek de quelques huguenots après la révocation de l'édit de Nantes. Aux XVIIe et  XVIIIe siècles , la ville était réputée pour sa bière.
Le prince Charles Edward Stuart est passé par Leek lors de sa marche vers Derby (1745) et à nouveau lors de son voyage de retour vers l'Écosse. Une histoire liée aux guerres civiles est racontée pour expliquer l'expression « Now thus » figurant sur la pierre tombale d'un citoyen qui, par cette réponse vide de sens à toutes les questions, cherchait à s'échapper en invoquant la folie.

## Économie
Pendant des centaines d'années, la ville a eu un marché aux bestiaux régulier, reflétant son rôle de centre de l'agriculture locale. À la suite de la révolution industrielle, la ville a été un important producteur de textiles, avec notamment le travail de la soie qui a dominé le paysage industriel.

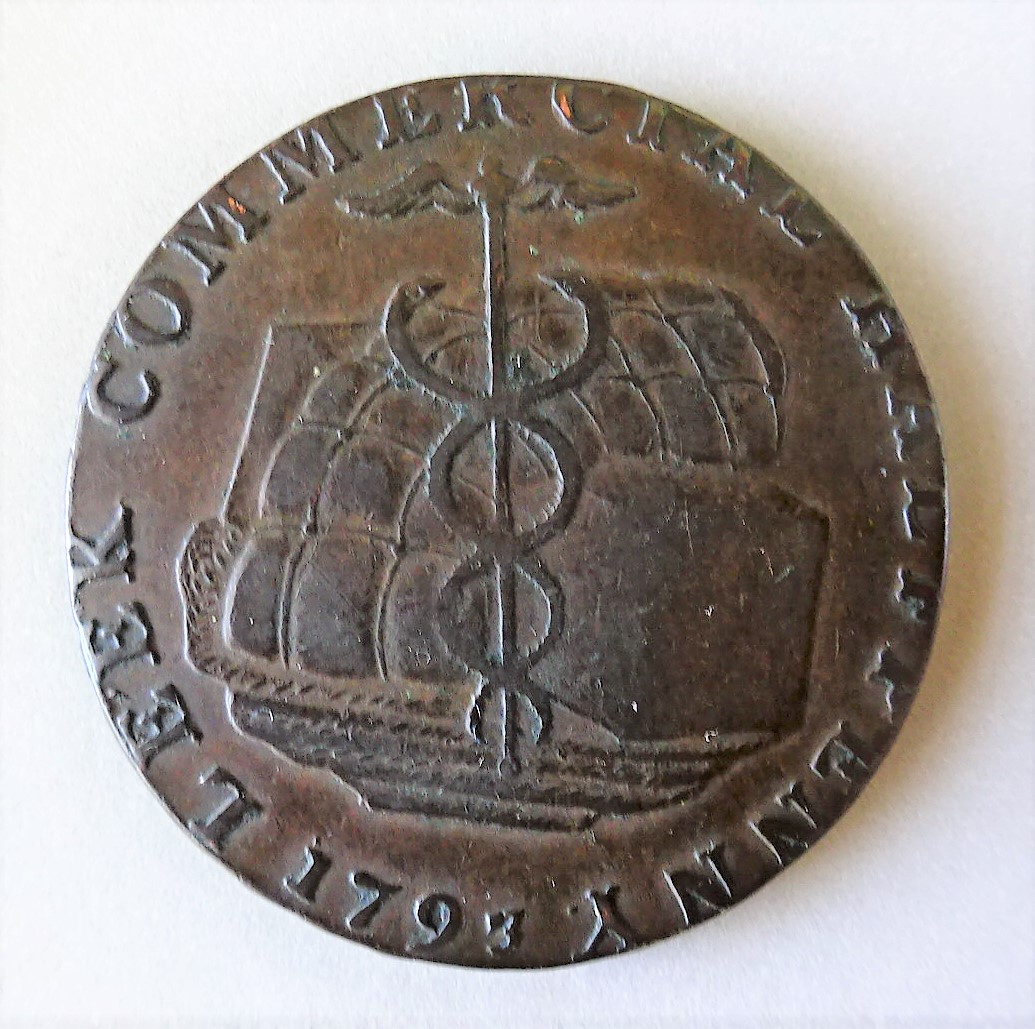
Jeton d'un demi-penny commercial de Leek (1793)

Les moulins de l'époque textile de la ville subsistent et nombre d'entre eux ont été transformés en logements.

## Culture et patrimoine

### Personnalités liées à la commune
- James Brindley (1716 - 1772), ingénieur anglais né à Leek ;
- Philip Brocklehurst (1887 – 1975),  militaire et géologue britannique ayant vécu à Leek ;
- Ken Coates (1930 – 2010), homme politique né à Leek ;
- Averil Cameron (1940 -), historienne née à Leek ;
- Anna Watkins (1983 -), rameuse anglaise née à Leek